# Omari Kimweri
Omari Idd Kimweri (ur. 22 września 1982) − tanzański bokser.

## Kariera amatorska
W 2006 był uczestnikiem igrzysk Wspólnoty Narodów w Melbourne, startując w kategorii papierowej. Rywalizację zakończył na pierwszym pojedynku, w którym pokonał go Manyo Plange.

## Kariera zawodowa
Jako zawodowiec zadebiutował 20 lipca 2007, wygrywając swój debiut na jednej z australijskich gal. Do 2013 roku zdobył mistrzostwo Australii w kategorii muszej oraz pas WBO w kategorii junior muszej. Jest wciąż aktywnym bokserem.